# Podurile din Budapesta
Podurile din Budapesta care traversează fluviul Dunărea de la nord la sud sunt următoarele:

## Tabelul cu cele mai celebre poduri din Budapesta
Acest tabel nu include podurile feroviare, podurile peste insule și podurile care se află parțial în afara Budapestei. Întreaga listă de poduri din Budapesta poate fi găsită sub acest tabel. Podurile sunt enumerate de la nord la sud.
| Imaginea podului | Nume                                         | Construit | Reconstruit | Buda | Pesta     |
|                  | Podul Árpád Árpád híd                        | 1950      |             | III. | XIII.     |
|                  | Podul Margareta Margit híd                   | 1876      | 1948        | II.  | V., XIII. |
|                  | Podul cu Lanțuri Széchenyi Széchenyi Lánchíd | 1849      | 1949        | I.   | V.        |
|                  | Podul Elisabeta Erzsébet híd                 | 1903      | 1964        | I.   | V.        |
|                  | Podul Libertății Szabadság híd               | 1896      | 1946        | I.   | V., IX.   |
|                  | Podul Petőfi Petőfi híd                      | 1937      | 1952        | XI.  | IX.       |
|                  | Podul Rákóczi Rákóczi híd                    | 1995      |             | XI.  | IX.       |

## Podul Megyeri

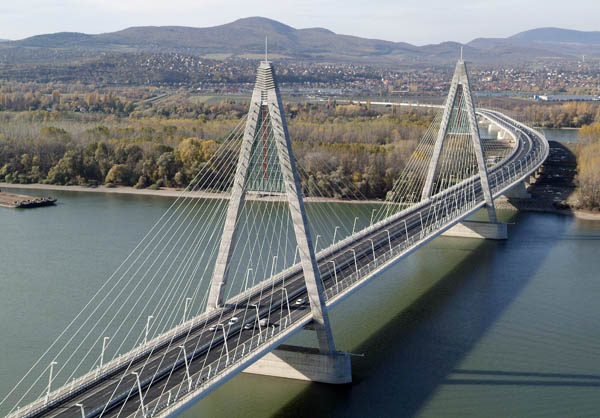
Podul Megyeri

Este un pod pe cabluri suspendate care face parte din autostrada M0, care înconjoară orașul. Pregătirile pentru construirea lui au început pe 6 ianuarie 2006. Podul a fost finalizat pe 30 septembrie 2008.
Structura finală se întinde peste două ramuri ale Dunării cu insula Szentendre în mijloc unde nu există nicio coborâre, datorită necesității de protejare a mediului. Partea de est a podului este susținută de cabluri și, deoarece este pe ramura principală, permite trecerea în condiții de siguranță a tuturor navelor fluviale internaționale care sunt în prezent autorizate să treacă prin Budapesta ca urmare a respectării condițiilor de tranzit.
Podul are 4 benzi și 2 benzi de urgență, dar ele sunt suficient de largi pentru a fi extinse până la 6 benzi și 2 benzi de urgență, permițând ca șoseaua de centură din zonă să fie lărgită. Partea susținută de cabluri a podului are 590 m lungime, cu o deschidere de 300 m.

## Podul feroviar nordic (Északi összekötő vasúti híd)
- Lungime: 674,40 m

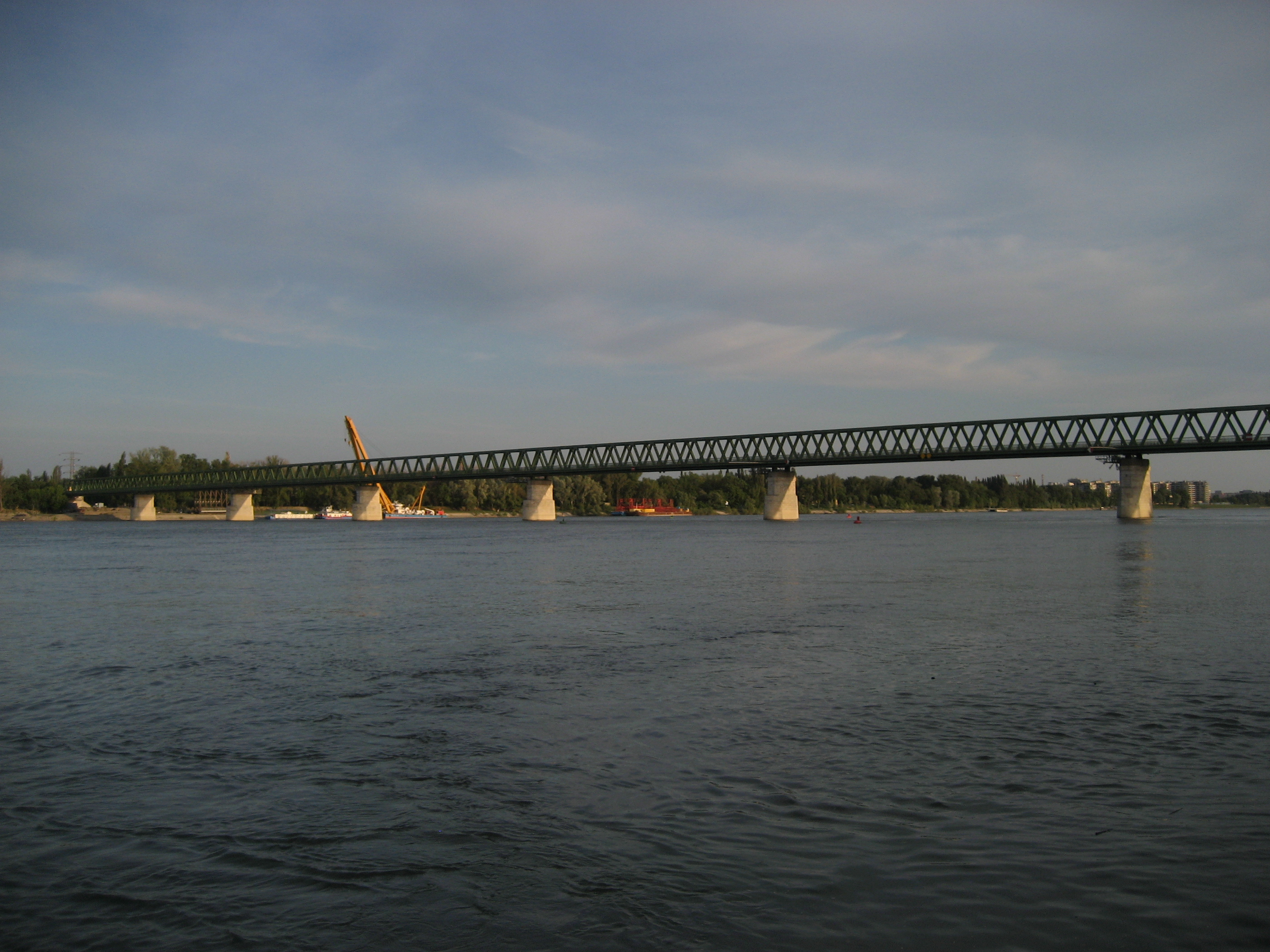
Podul feroviar nordic

A fost dat în exploatare pentru prima dată în 1913, fiind aruncat în aer de armata germană în retragere în 1945. Un pod nou din oțel, temporar, a fost construit rapid pe aceiași piloni din materiale militare ceea ce a făcut ca trenurile să poată circula cu o viteză maximă de 15 km/h. El a fost în cele din urmă demolată în 2008, când pilonii săi au fost complet renovați și a fost amplasată o nouă structură de oțel. În prezent, trenurile pot circula acolo cu o viteză de 160 km/h, dar din motive de siguranță referitoare la curbele de cale ferată din oraș viteza de tranzit maximă permisă este de 80 km/h.

## Podul K

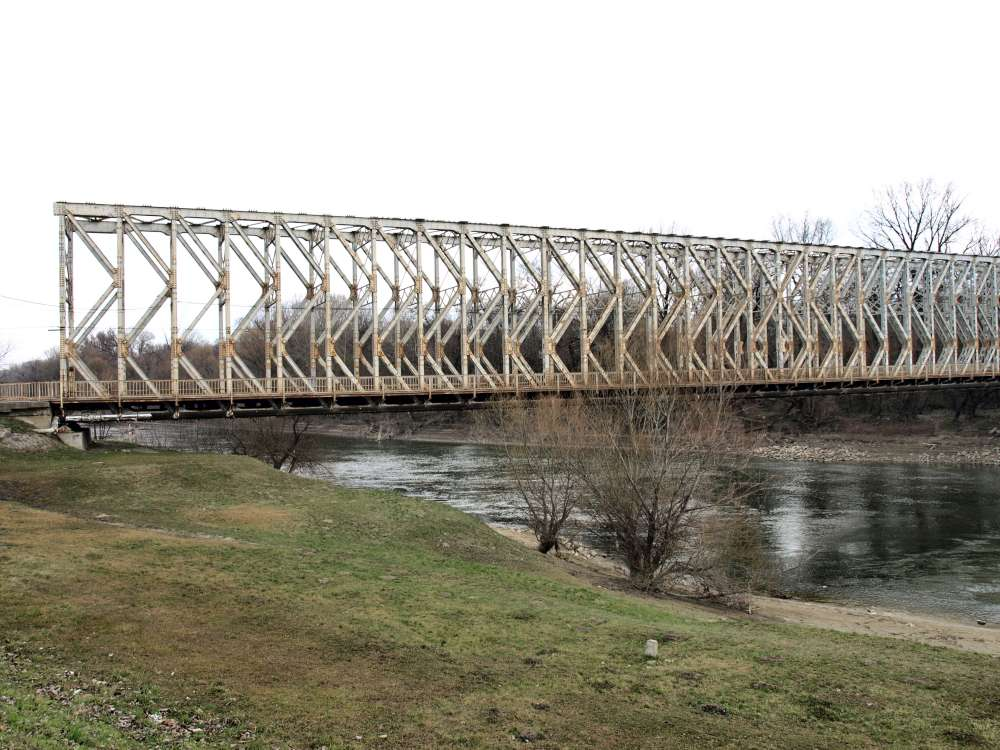
Podul K care face legătura cu insula Óbuda

Podul leagă Buda (jumătatea de vest a orașului) cu insula Óbuda.
Podul a fost construit din materiale militare din timpul celui de-al Doilea Război Mondial. A fost deschis pentru public în anul 1955. Conținea inițial șine de cale ferată care duceau la șantierul naval care funcționa pe insulă. După ce șantierul naval a fost închis în perioada tranziției la capitalism, șinele de cale ferată care legau fabrica de pe insulă de uscat au fost demontate. Numai șinele de cale ferată de pe pod au rămas.
În prezent podul servește pentru traficul pietonal și rutier, dar are doar o bandă. Semaforul decide în ce direcție pot să se deplaseze mașinile la un moment dat.

## Podul șantierului naval (Hajógyári Híd)

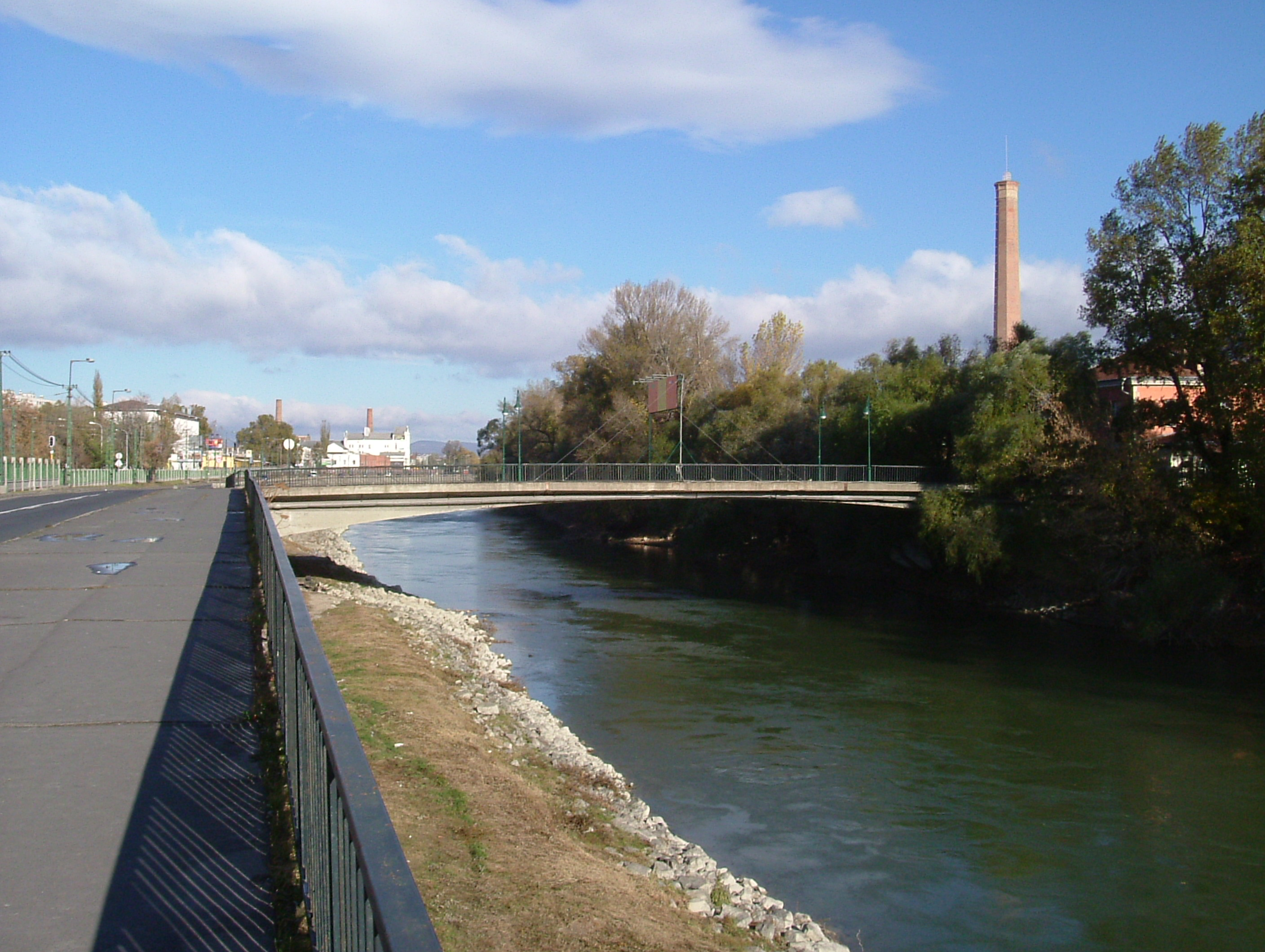
Podul șantierului naval

Inițial circulația de pe insula Óbuda pe malul vestic al Dunării se putea face doar naval dintr-un mic port.
În 1858 a fost deschis un pod de lemn. Acesta putea fi deplasat lateral pentru a permite trecerea navelor. În 1884 a fost înlocuit cu un pod de oțel, a cărui parte de mijloc putea fi ridicată pentru a permite navelor să treacă pe dedesubt.
În cele din urmă, în 1968, a fost deschis un pod de beton armat în locul său. Acest pod deservește încă traficul de azi. El are două benzi care permit circulația mașinilor.

## Podul Árpád

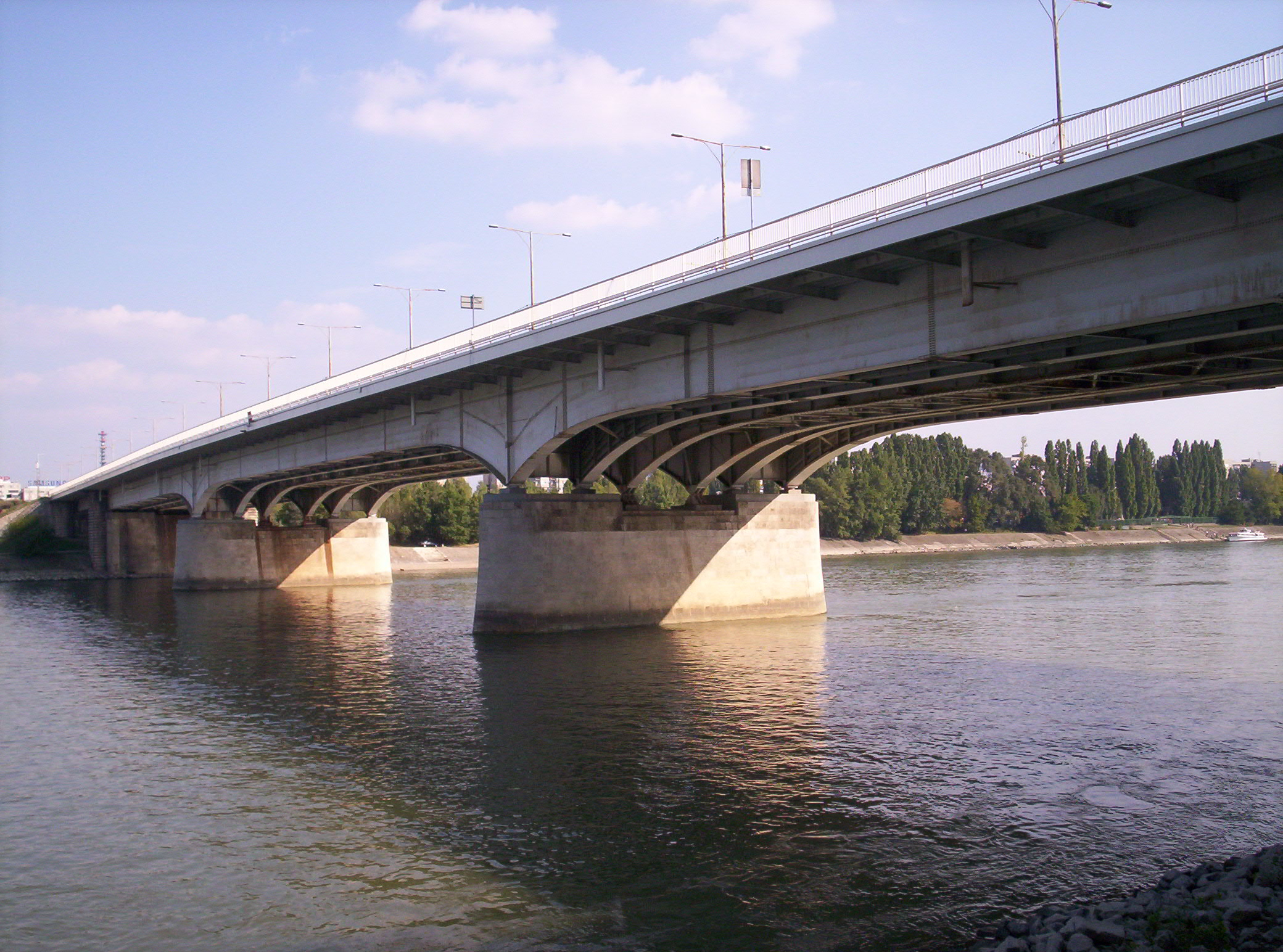
Podul Árpád este cel mai lat pod din Budapesta

Podul Árpád sau Árpád híd este un pod din Budapesta, Ungaria, care leagă Buda și Pesta peste Dunăre.
El este cel mai nordic pod public al capitalei și cel mai lung pod din Ungaria, având circa 2 km lungime, cu porțiunile de legătură până la pod, și 928 m fără ele. El are 35,3 m lățime.

## Podul Margareta

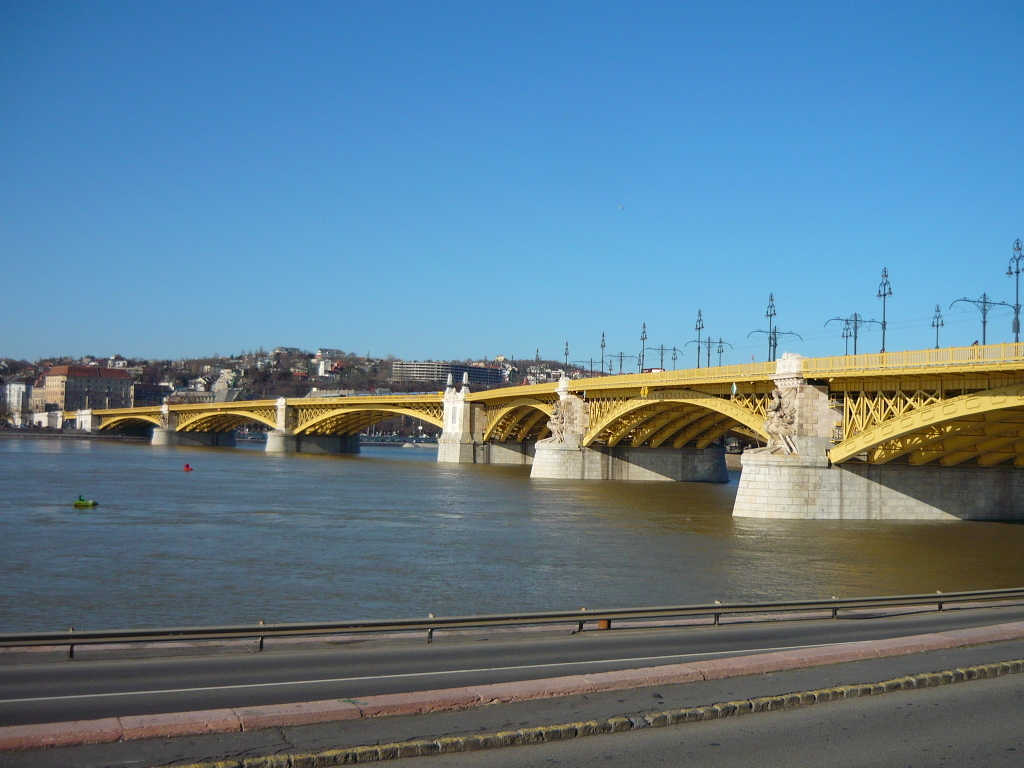
Podul Margareta văzut din Pesta

Podul Margareta este al doilea cel mai nordic și cel de-al doilea pod public din Budapesta. El a fost proiectat de către inginerul francez Ernest Goüin și construit între 1872-1876. Podul Margareta a devenit cel de-al doilea pod permanent din Budapesta, după Podul cu Lanțuri Széchenyi. Acest pod traversează insula Margareta, cele două părți făcând un unghi de 150 de grade la intersecția cu insula. Motivul pentru această geometrie neobișnuită se datorează faptului că mica extensie pentru conectarea cu insula Margareta a fost introdusă în grabă în proiectul original, dar a construit abia două decenii mai târziu din cauza lipsei de fonduri. El are 637,5 m lungime și 25 m lățime.
Podul s-a aflat în reconstrucție completă în perioada 2009-2011. El a fost împărțit în două părți în timpul reconstrucției, astfel ca traficul public cu autobuze și tramvaie să nu fie afectat, cu excepția perioadelor în care a avut loc conectarea șinelor de pe pământ cu cele care urmau să fie folosite pe pod în perioada următoare. În prima fază, transport public și pietonal a folosit latura de sud, în timp ce diferite porțiuni din nord au fost simultan demontate și reconstruite. Apoi jumătatea de sud a fost reconstruită, iar șinele de tramvai s-au aflat temporar pe partea de nord. În ultima etapă a avut loc unificarea, amplasarea liniei de tramvai pe mijloc, apoi finalizarea trotuarelor pentru public și reconstrucția istorică. Podul a fost restaurat la starea sa din 1937, când a fost cel mai ornamentat.

## Podul cu Lanțuri

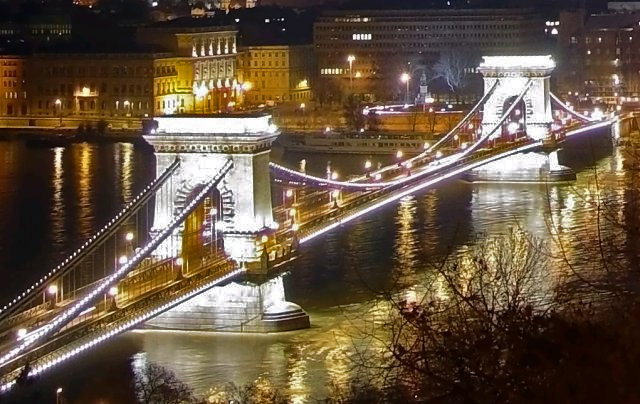
Podul cu Lanțuri

Podul cu Lanțuri este un pod suspendat care se întinde peste Dunăre între Buda și Pesta, partea de vest și partea de est a Budapestei, capitala Ungariei. Primul pod peste Dunăre din Budapesta, acesta a fost proiectat de inginerul englez William Tierney Clark în 1839, la inițiativa contelui István Széchenyi din același an, iar construcția a fost supravegheată la nivel local de către inginerul scoțian Adam Clark (nici o legătură de rudenie). El a fost deschis în 1849 și a devenit, astfel, primul pod din capitala Ungariei. La acel moment, deschiderea sa centrală de 202 m era una dintre cele mai mari din lume. Perechile de lei de pe fiecare pilastru au fost adăugate în 1852. Cultura populară din Ungaria evidențiază faptul că leii de fapt nu au limbi.

## Podul Elisabeta

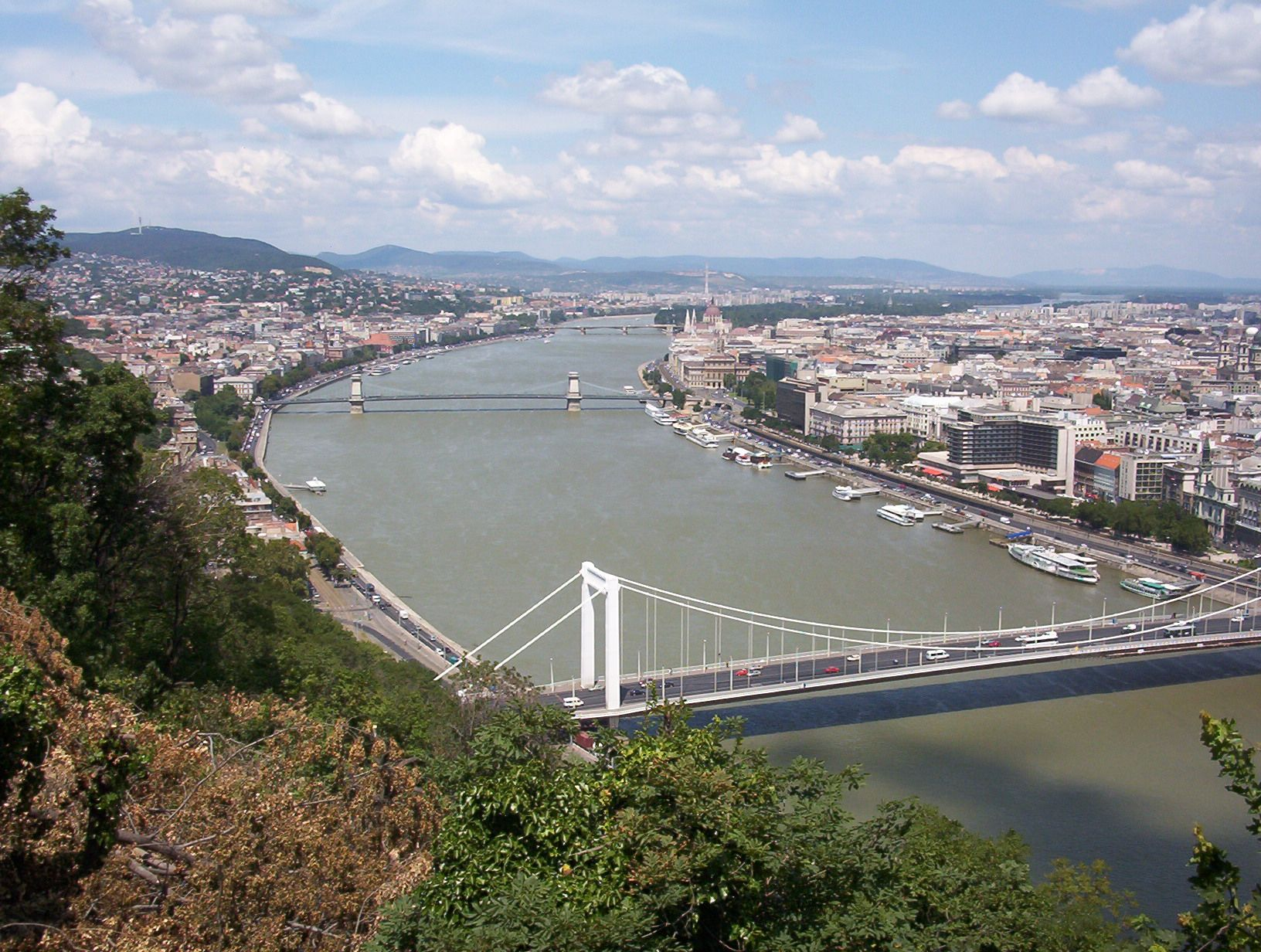
Podul Elisabeta văzut din Dealul Gellért

Podul Elisabeta este al treilea cel mai nou pod din Budapesta. Acesta este situat în partea cea mai îngustă a Dunării și are o lungime de numai 290 m.
Podul Elisabeta original (construit între 1897 și 1903) a fost aruncat în aer, împreună cu toate celelalte poduri din oraș, la sfârșitul celui de-al Doilea Război Mondial de geniștii Wehrmacht-ului aflați în retragere. A fost singurul pod de dinainte de război de la Budapesta, care nu a fost reconstruit în forma sa originală. Motivul acestei decizii l-a constituit, în afară de considerentele bugetare, faptul că podul original avea, de asemenea, o structură modernă. Imaginile și piesele recuperate de la podul vechi pot fi văzute pe iarbă, în fața Muzeului de Transport din Parcul Orașului.
Podul actual cu piloni legați de cabluri albe a fost construit pe același loc între anii 1961-1964, pentru că guvernul nu își putea permite să construiască fundații noi pentru pod.

## Podul Libertății

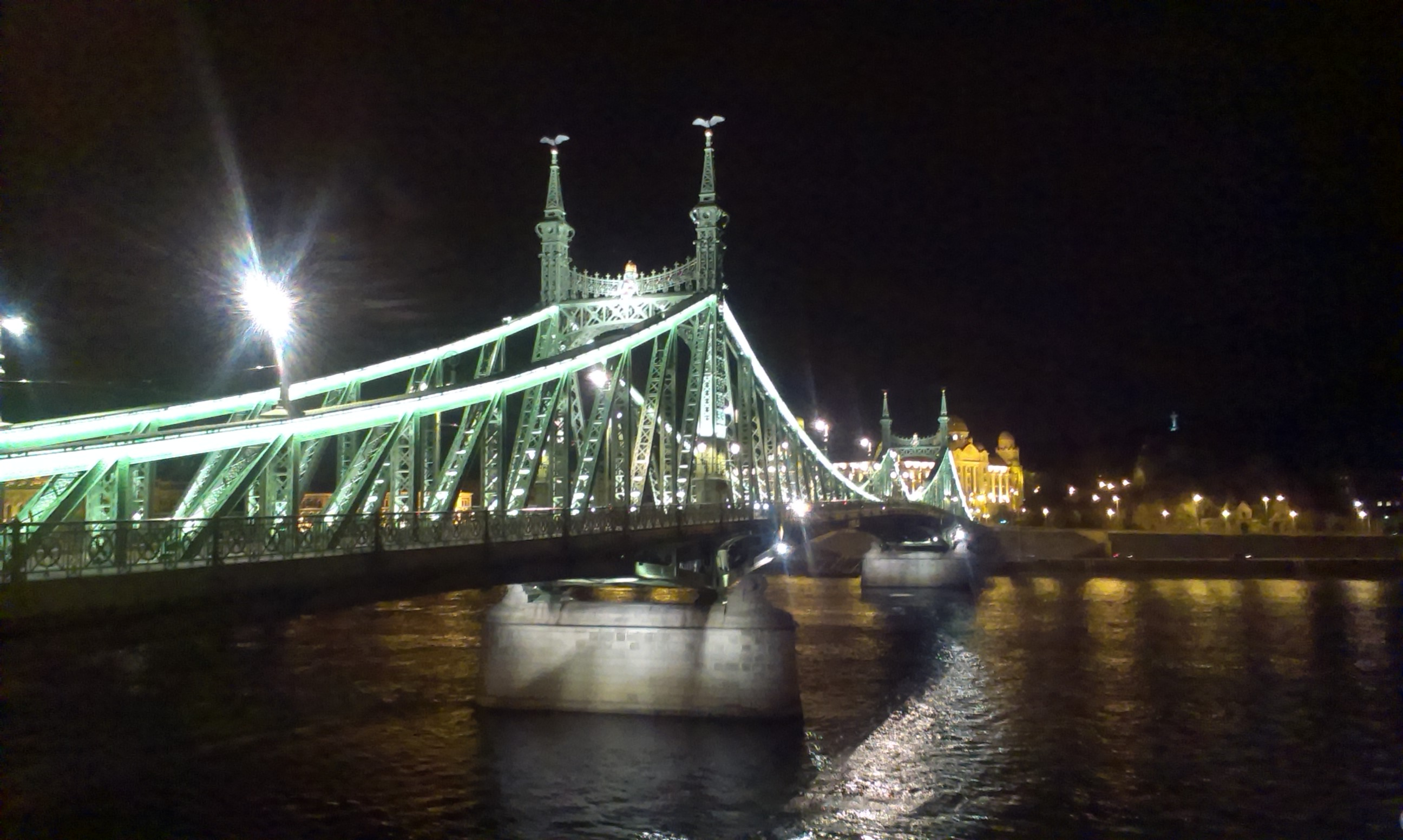
Podul Libertății iluminat

Podul Libertății este al treilea cel mai sudic pod rutier public din Budapesta, situat la capătul sudic al centrului orașului. Are 333,6 m lungime și 20,1 m lățime. Partea de sus a celor patru stâlpi sunt decorate cu mari statui de bronz ale Turului, o pasăre asemănătoare cu șoimul, proeminent în mitologia maghiară veche.
Podul a fost construit între 1894 și 1896 după proiectul lui János Feketeházy. Deși radical diferit ca structură, podul imită conturul general al unui pod cu lanțuri, care a fost considerată o forma estetică preferată la momentul construcției. Podul a fost inaugurat în prezența împăratului Franz Joseph; ultimul nit de argint al pilonului din Pesta a fost introdus în structura de fier de către împăratul însuși, iar podul a primit inițial numele monarhului
În 1945 partea sa de mijloc, care a explodat în timpul războiului, a fost reconstruită parțial din materiale găsite în ruine. Ornamentele din perioada statului dualist ce decorau balustradele au fost reconstruite cu forme simple. Daunele produse de război asupra structurii au fost remediate. Podul a fost revopsit cu maro în loc de verde. Fotografiile monocrome de epocă nu au arătat ce nuanță de verde fusese folosită. Nuanța exactă a culorii originale a fost găsită în arhivele scrise în anii 1960 și podul a fost repictat cu această culoare în următoarei perioade în care au avut loc lucrări de întreținere.
În perioada 2007-2009 a avut loc o reconstrucție completă, ce a presupus repararea tuturor daunelor din timpul războiului și înlocuirea structurii de beton cu o structură de oțel pentru susținerea benzilor de circulație rutieră și a benzilor de tramvai, iar astfel podul a fost eliberat de o greutate semnificativă. Toate ornamentele originale au fost restabilite, fiind turnate din nou și reinstalate, iar pe pod au fost amplasate proiectoare de lumină. Reconstruirea elementelor structurale ce asigurau longevitatea a fost finanțată de către UE, în timp ce reconstrucția elementelor artistice a fost finanțată de către administrația municipală.

## Podul Petőfi

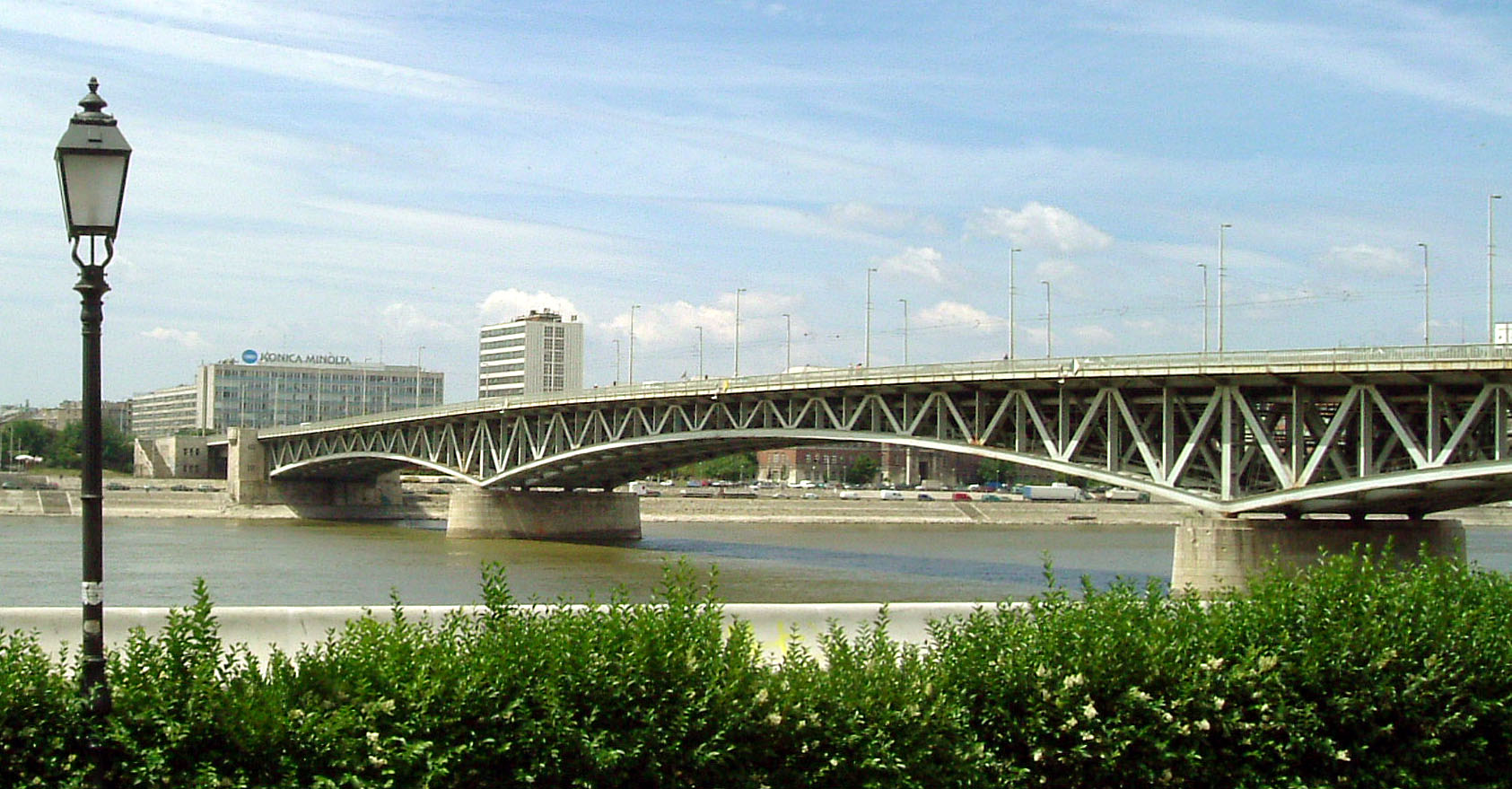
Podul Petőfi, văzut din gara Csepel HÉV

Podul Petőfi este al doilea cel mai sudic pod public din Budapesta. A fost construit între 1933-1937, după proiectul lui Pál Álgyai Hubert. Are 514 m lungime (cu tot cu porțiunile de legătură) și 25,6 m lățime.

## Podul Rákóczi

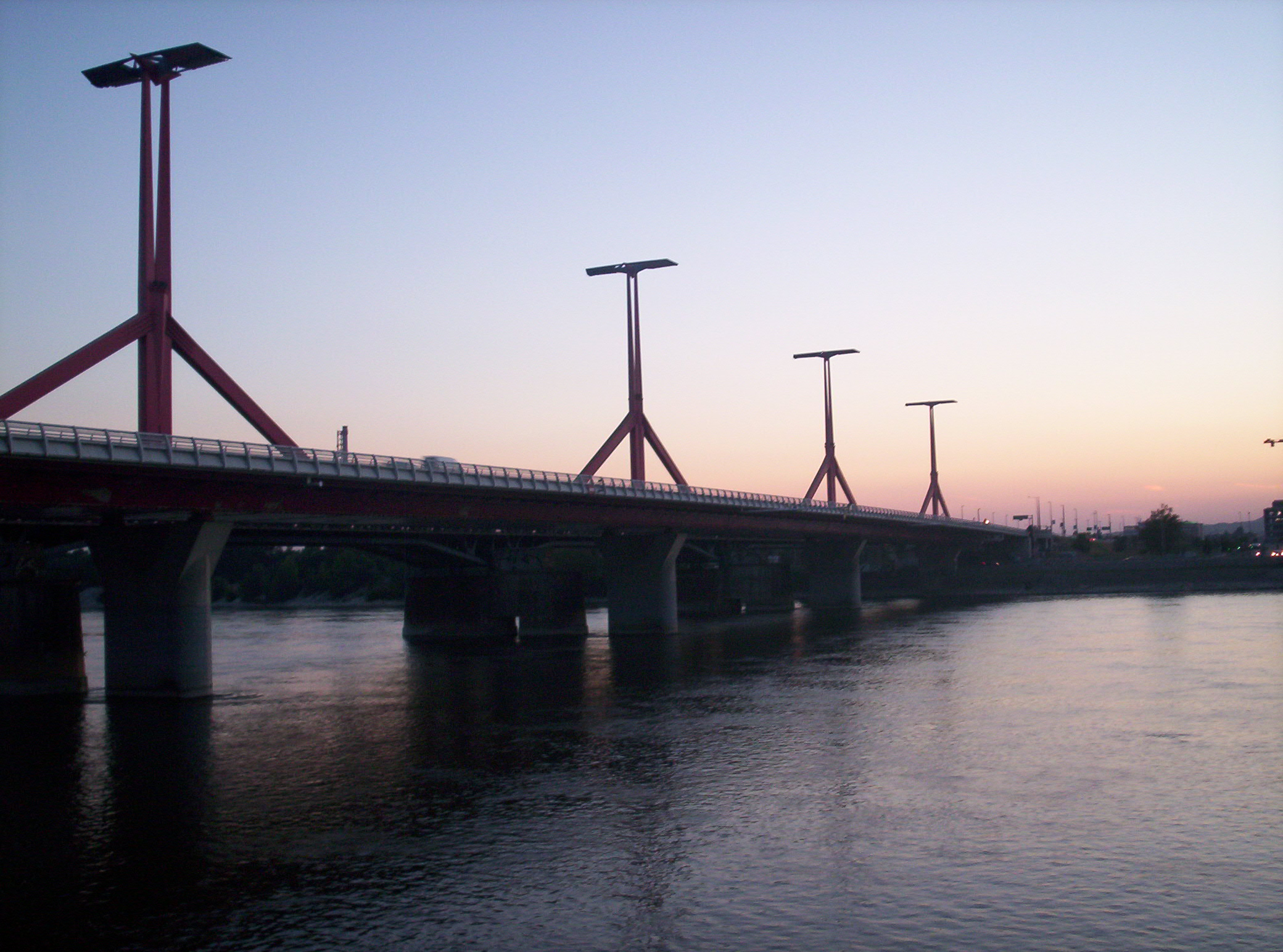
Podul Rákóczi

Podul Rákóczi leagă Buda și Pesta peste Dunăre. A fost redenumit după conducătorul maghiar Francisc Rákóczi al II-lea. Construit alături de Podul Feroviar Sudic, acest pod este cel mai sudic pod rutier din capitala Ungariei și a fost inaugurat în 1995. În anul 2015, linia de tramvai 1 s-a extins dincolo de Podul Rákóczi către Buda (partea de vest a orașului), în Fehérvári út, unde se intersectează cu liniile de tramvai 18, 41 și 47. Pe partea Budei o parte a traseului este acoperită de iarbă.

## Podul feroviar sudic (Összekötő vasúti híd)

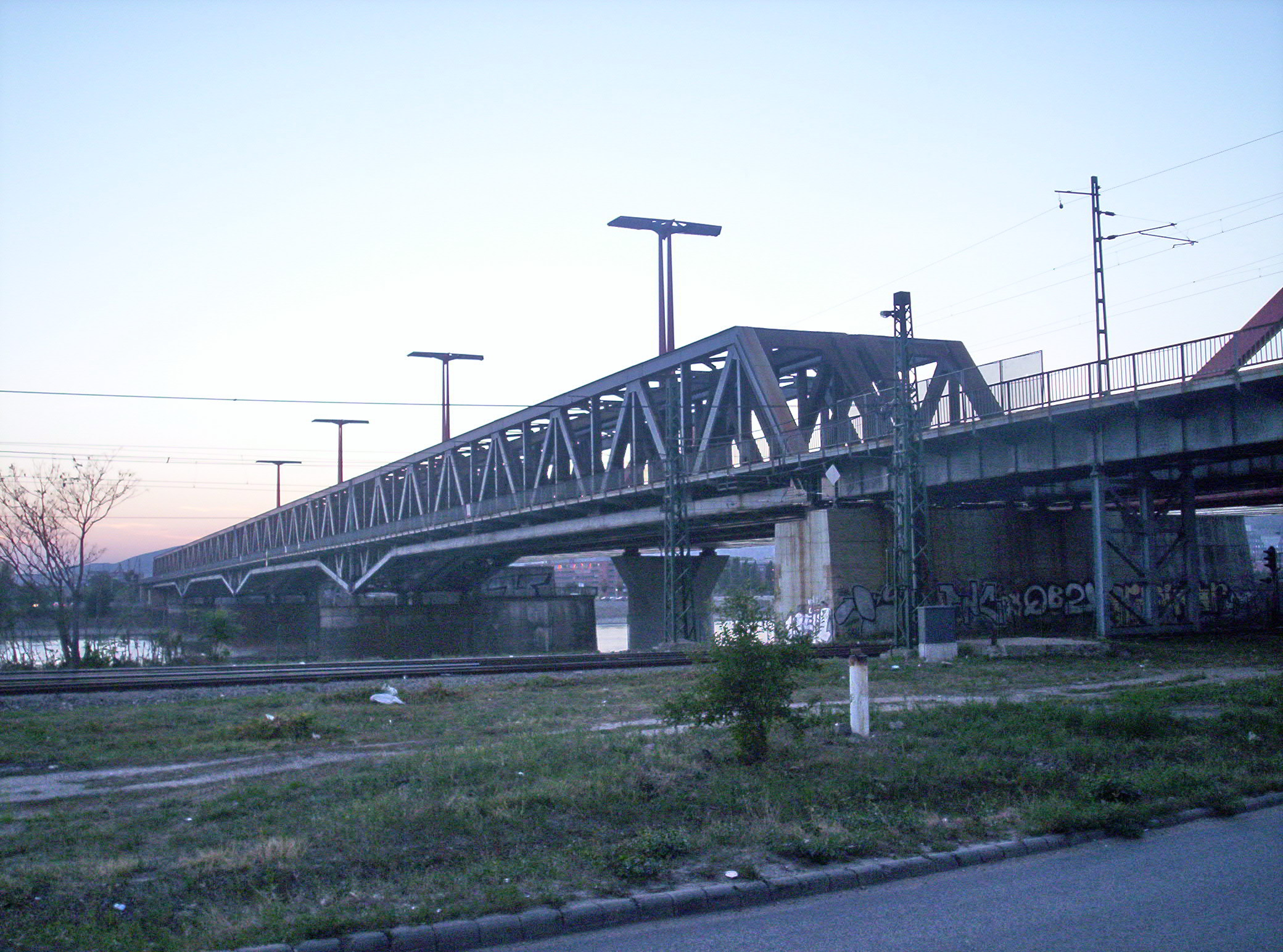
Podul feroviar sudic (Összekötő vasúti híd)

Paralel cu Podul Rákóczi se află Podul feroviar sudic (Összekötő vasúti híd) cu o lungime de 477 m. Acest pod cu traseu dublu, proiectat și construit în perioada 1873-1877 de renumitul arhitect Gyula Rochlitz (care a proiectat, de asemenea, Gara Keleti), este încă folosit pentru transportul feroviar de marfă și de pasageri. Podul a fost deteriorat în timpul celui de-al Doilea Război Mondial, dar a fost reparat și reconstruit în anul 1953.

## Podul Kvassay

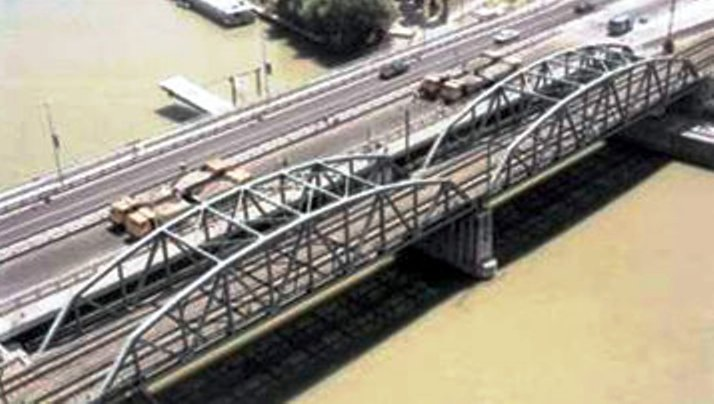
Podul Kvassay

Podul se întinde de la capătul nordic al brațului îngust al Dunării până la insula Csepel. El reprezintă punctul nordic al insulei.
Podul a fost deschis pentru prima dată în 1927. A fost aruncat în aer de armata germană în retragere în 1944. A fost reconstruit în 1951 din oțel distrus în al Doilea Război Mondial. Un al doilea pod pentru nou construita linie de cale ferată pentru navetiști a fost deschisă, de asemenea, în 1951 lângă el.
Pe 26 iunie 2000 un pod nou construit a fost deschis lângă podul vechi, care deservea traficul rutier. După ce traficul rutier a fost redirecționat către noua structură, vechiul pod a fost demolat.

## Podul Gubacsi

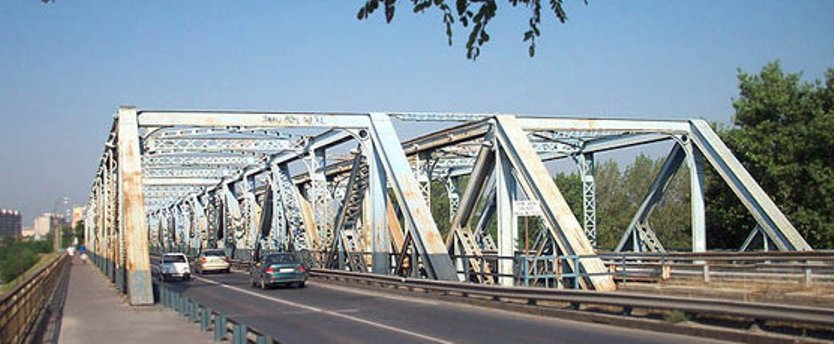
Podul Gubacsi

Podul Gubacsi se întinde pe mai strâmt braț al Dunării către insula Csepel.
Inițial, în anii 1870, a fost construit un baraj în locul actualului pod. Acest baraj permitea trecerea către insulă. În anii 1920 a devenit posibilă tranzitarea navelor comerciale pe brațul mai restrâns al Dunării, iar barajul a fost demolat. A fost construit un pod în locul său. Jumătatea nordică a podului servește traficului feroviar (atât de marfă, cât și de persoane), în timp ce jumătatea sudică servea traficului rutier. Armata germană în retragere a distrus podul în timpul Asediului Budapestei din 1944.
Podul a fost reconstruit în anul 1947. În timpul restaurării din 1978 linia de cale ferată pentru navetiști a fost desființată, iar infrastructura care servea transportului feroviar de marfă a fost redusă la o singură linie.

### Galerie foto
- Budapest Photo Gallery - Bridges